# 福岡県道445号高田天道停車場線
福岡県道445号高田天道停車場線（ふくおかけんどう445ごう たかたてんとうていしゃじょうせん）は、福岡県飯塚市を通る一般県道である。

## 概要

### 路線データ
- 起点：福岡県飯塚市高田（高田口交差点、福岡県道60号飯塚大野城線交点）
- 終点：福岡県飯塚市天道（筑豊本線 天道駅前）

## 路線状況

### 重複区間
- 国道200号（飯塚市太郎丸・太郎丸交差点 - 飯塚市太郎丸・太郎丸一区交差点）
- 福岡県道473号瀬戸飯塚線（飯塚市天道 地内）

## 地理

### 通過する自治体
- 飯塚市

### 交差する道路
| 交差する道路                         | 交差する場所 | 交差する場所        |
| ------------------------------------ | ------------ | ------------------- |
| 福岡県道60号飯塚大野城線             | 高田         | 高田口交差点 / 起点 |
| 国道200号 重複区間起点               | 太郎丸       | 太郎丸交差点        |
| 国道200号 重複区間終点               | 太郎丸       | 太郎丸一区交差点    |
| 福岡県道446号大分太郎丸線            | 太郎丸       |                     |
| 福岡県道473号瀬戸飯塚線 重複区間起点 | 天道         |                     |
| 福岡県道473号瀬戸飯塚線 重複区間終点 | 天道         |                     |

### 沿線
- 飯塚市立椋本小学校
- JR九州筑豊本線 天道駅